# Heliconia pardoi
Heliconia pardoi là một loài thực vật thuộc họ Heliconiaceae, đặc hữu của Ecuador. Môi trường sống tự nhiên của chúng là vùng núi ẩm nhiệt đới hoặc cận nhiệt đới.